# Tangipahoa (Luizjana)
Tangipahoa – wieś w Stanach Zjednoczonych, w stanie Luizjana, w parafii Tangipahoa.